# Лесковець (Перницька область)
Леско́вець (болг. Лесковец) — село в Перницькій області Болгарії. Входить до складу общини Перник.

## Населення
За даними перепису населення 2011 року у селі проживали 117 осіб, з них 116 осіб (99,1%) — болгари.
Розподіл населення за віком у 2011 році:
Динаміка населення: